# 쓰메타가야촌
쓰메타가야촌(爪田ケ谷村)은 사이타마현 미나미사이타마군에 설치되었던 촌이다. 현재의 시라오카시 동부에 해당한다.